# Ферма Нове
Ферма Нове (рос. Ферма Новое) — присілок Гагарінського району Смоленської області Росії. Входить до складу Токарєвського сільського поселення.
Населення — 50 осіб. 